# Adrian Rațiu
Adrian Rațiu (* 28. Juli 1928 in Bukarest; † 3. November 2005 ebenda) war ein rumänischer Komponist und Musikpädagoge.

## Leben
Rațiu studierte von 1950 bis 1956 am Bukarester Konservatorium (heute Nationale Musikuniversität Bukarest) Harmonielehre bei Paul Constantinescu, Kontrapunkt bei Marțian Negrea, Orchestration bei Theodor Rogalski und Komposition bei Leon Klepper. Ab 1962 unterrichtete er am Bukarester Konservatorium. 1968 wurde er Mitglied des Exekutivkomitees des rumänischen Komponistenverbandes. Im Jahr 1969 war er Teilnehmer der Darmstädter Ferienkurse. Für seine Kompositionen erhielt er sechsmal (1967, 1972, 1973, 1981, 1990 und 1993) Preise des Komponistenverbandes. 1974 wurde er mit dem Enescupreis der Rumänischen Akademie ausgezeichnet. 

## Werke
- Streichquartet (1956)
- Sinfonie No. 1 (1961)
- Concerto für Oboe, Fagott und Orchester (1962–63)
- Noctural Vision für Viola und Klavier (1964)
- 3 Madrigale für Chor nach William Shakespeare (1964);
- Diptych für Orchester (1965)
- Partita für Holzbläserquintett (1966)
- Studi für Streicher (1968)
- Impressions für Kammerensemble (1969)
- Fragment eines Triumphbogens für Beethoven für Sopran, Klarinette und Klavier (1970)
- 6 Images für Orchester (1971)
- Transfigurations, Quintett für Klavier, Klarinette, Violine, Viola und Cello (1974–75)
- Sinfonie No. 2 (1976–77)
- Trio für Flöte, Oboe und Klarinette (1979–80)
- Sonata a cinque für Blechbläserquintett (1984)
- Sonata für Solovioline (1985)
- Alternations für Klarinette und Bassklarinette (1986)
- Trio für Klavier, Klarinette und Gitarre oder Vibraphon (1987)
- Klavierkonzert (1988)
- Convergences Il (1988)
- Echoes für  Vibraphon und Marimba (1989)
- Convergences III für Flöte, Oboe und Fagott (1991)
- Violin Sonata (1991)
- Convergences IV für Klavier, Klarinette oder Saxophon und Perkussion (1994)
- Hommaga à Eric Satie für Stimme und Klavier (1994)